# Gewächshausmottenschildlaus

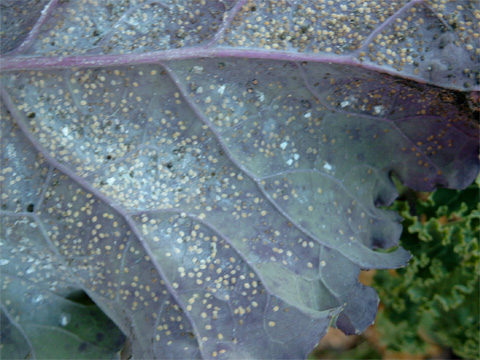
Rotkohlblatt mit Nymphen der Kohlmottenschildlaus

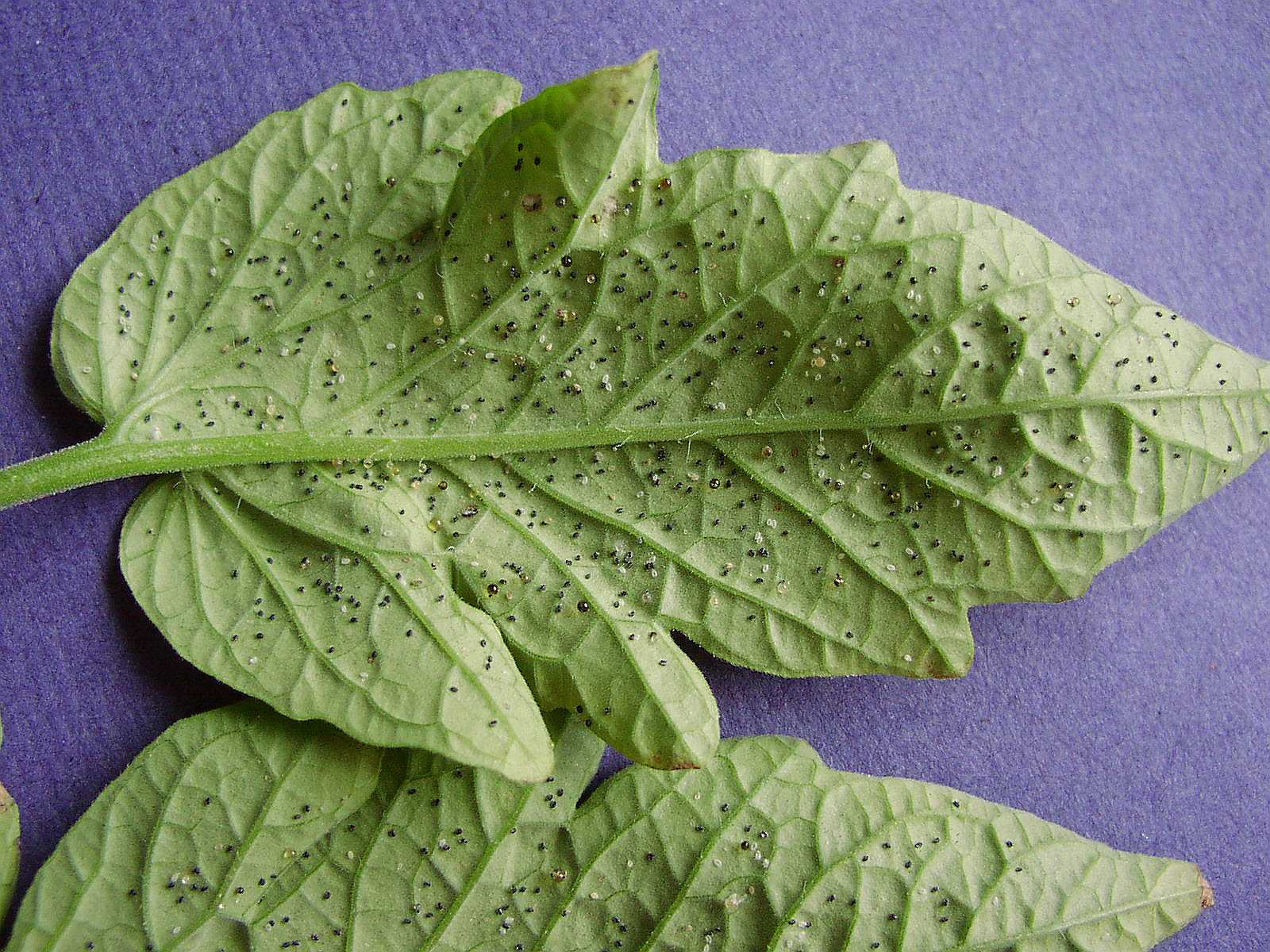
Tomatenblatt mit großteils durch Encarsia formosa parasitierten Nymphen der Weißen Fliegen

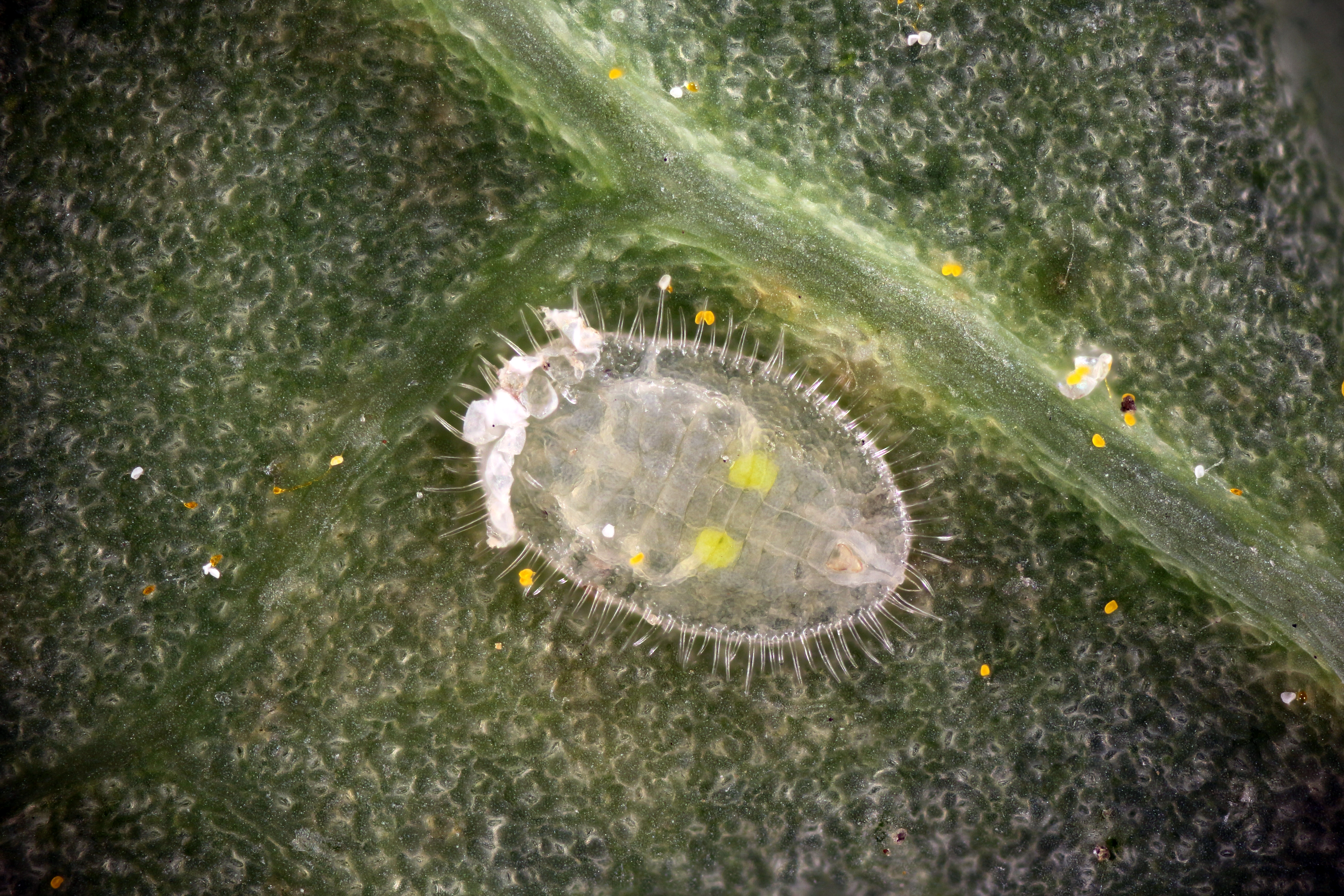
Nymphe aufgenommen mit einem Lichtmikroskop

Die Gewächshausmottenschildlaus (Trialeurodes vaporariorum) ist eine Mottenschildlaus aus der Familie der Aleyrodidae. Sie wird, gemeinsam mit anderen Arten der Mottenschildläuse, auch nur als Weiße Fliege bezeichnet.

## Merkmale
Die Läuse erreichen eine Körperlänge von ca. 1,5 Millimetern. Sie haben einen hell gelblichen Körper, der ebenso wie die Flügel, die in Ruhestellung dachförmig den Hinterleib bedecken, mit einem weißen Wachs überzogen ist. Das Wachs wird in einer Drüse am Hinterleib ausgeschieden. Die weißen Vorderflügel dominieren mit einer Spannweite von 5 Millimetern das Erscheinungsbild der Tiere, die eher wie Fliegen oder kleine Schmetterlinge, aber nicht wie Läuse aussehen. Die Flügeladerung ist stark zurückgebildet. Ihre Hinterbeine besitzen eine starke Sprungmuskulatur. 
Die Larven sind gelbgrün gefärbt.

## Vorkommen
Das ursprüngliche Verbreitungsgebiet dieser Art war vermutlich Mittelamerika. Um 1848 wurde sie aber nach Europa eingeschleppt. Sie vertragen zwar für kurze Zeit Temperaturen unter 0 °C, sind aber in Mitteleuropa nur unter sehr günstigen Bedingungen außerhalb von Gewächshäusern und Wohnungen überlebensfähig. 

## Entwicklung
Sie entwickelt sich in Mitteleuropa meist in Gewächshäusern oder Gebäuden an Nutz- und Zierpflanzen.  Die Weibchen legen in der warmen Jahreszeit pro Tag ca. vier bis sieben, 0,1 Millimeter lange, gelbgrüne, gestielte Eier an der Unterseite der Blätter ihrer Futterpflanzen ab. Im übrigen Jahr sind es nur zwei. Nach dem Schlüpfen saugen die Nymphen, an der Blattunterseite sitzend, Pflanzensaft. Sie sind nicht wählerisch und können polyphag an Pflanzen von 84 verschiedenen Familien fressen. Im vierten Larvenstadium verpuppen sie sich in einem ovalen Puparium, das auf der Oberseite fünf Paar buckelige Wachsdrüsen, von denen lange Wachsfäden ausgehen, und Wachsstäbchen trägt. Die Imagines schlüpfen durch einen T-förmig aufklaffenden Spalt auf der Oberseite der Umhüllung. Die Entwicklung ist stark von der Temperatur abhängig. Bei 16 °C benötigen die Tiere ca. zwei Monate, bei 24 °C ist die neue Generation in weniger als der Hälfte der Zeit ausgebildet.

## Schadwirkung und Bekämpfung
Die Tiere sind Schädlinge an Gemüse- und Zierpflanzen und können in Gewächshäusern große Schäden verursachen. Die Schädigung entsteht in erster Linie nicht durch das Saugen des Pflanzensaftes, sondern durch die Absonderung von Honigtau, der besonders bei hohen Temperaturen und Luftfeuchtigkeiten zu schimmeln beginnt.
Neben Spritzmitteln werden in Gewächshäusern auch Schlupfwespen und besonders die Erzwespe Encarsia formosa als biologische Schädlingsbekämpfung eingesetzt. Diese parasitieren die Larven (Nymphen) der Weißen Fliegen und legen ihre Eier darin ab. Daraufhin werden diese schwarz (siehe Bild des Tomatenblatts). Aus den schwarzen Puparien schlüpfen später neue Schlupfwespen, wodurch sich eine Schlupfwespenpopulation aufbaut. Nach dem Schlüpfen beider Arten bleibt die transparente Eihülle zurück; an der Ausstiegsöffnung ist zu erkennen, welches Tier geschlüpft ist: Beim Schlüpfen der Schlupfwespe ist das Loch rund, die Weißen Fliegen hinterlassen eine T-förmige Öffnung.
Für die Bekämpfung an Topfpflanzen eignen sich auch Lockstoff-Sticker, die man in der Nähe der befallenen Pflanzen anbringt und an denen die angelockten Tiere kleben bleiben.